# Santa Catalina (ort i Colombia, Bolívar, lat 10,60, long -75,29)
Santa Catalina är en ort i Colombia.   Den ligger i departementet Bolívar, i den norra delen av landet, 700 km norr om huvudstaden Bogotá. Santa Catalina ligger 39 meter över havet och antalet invånare är 6 084.
Terrängen runt Santa Catalina är huvudsakligen platt, men åt sydost är den kuperad. Runt Santa Catalina är det ganska tätbefolkat, med 83 invånare per kvadratkilometer. Närmaste större samhälle är Luruaco, 15,0 km öster om Santa Catalina. Omgivningarna runt Santa Catalina är huvudsakligen savann.